# قطعنامه ۲۵۶ شورای امنیت
قطعنامه ۲۵۶ شورای امنیت سازمان ملل متحد که در تاریخ ۱۶ اوت ۱۹۶۸ تصویب شد، سندی بین‌المللی دربارهٔ وضعیت خاورمیانه است. این قطعنامه طی نشست ۱۴۴۰ام
با ۱۵ موافق،۰ مخالف و۰ ممتنع تصویب شد.